# Joke Face
Joke Face, född 6 juli 2006 i Vomb i Skåne län, död 2 augusti 2016 i Helsingborg i Skåne län, var en svensk varmblodig travhäst och avelshingst. Han tränades och kördes av sin uppfödare och ägare Lutfi Kolgjini. I ett par starter kördes han av Erik Adielsson och Adrian Kolgjini.
Joke Face tävlade åren 2008–2014. Han sprang in 7,2 miljoner kronor på 43 starter varav 21 segrar, 2 andraplatser och 5 tredjeplatser. Han tog karriärens största segrar i Svenskt Travderby (2010), Europamatchen (2011), Sundsvall Open Trot (2011), Europeiskt femåringschampionat (2011) och Gran Premio Gaetano Turilli (2011). Han kom även på andraplats i Grosser Preis von Deutschland (2010) samt på tredjeplats i Copenhagen Cup (2011) och Hugo Åbergs Memorial (2011).
Han utsågs till Årets 4-åring 2010.
Efter tävlingskarriären var han avelshingst hos Kolgjini och fick sina första avkommor 2013. Han har lämnat efter sig miljonärer som Speedy Face (2014), Upstate Face (2016), Upset Face (2016), Ultion Face (2016) och Ubiquarian Face (2016).
Den 1 augusti 2016 drabbades Joke Face av kolik och avlivades på Djursjukhuset i Helsingborg.

## Statistik
| Statistik för Joke Face (Ref.) | Statistik för Joke Face (Ref.) | Statistik för Joke Face (Ref.) | Statistik för Joke Face (Ref.) | Statistik för Joke Face (Ref.) | Statistik för Joke Face (Ref.)  |
| ------------------------------ | ------------------------------ | ------------------------------ | ------------------------------ | ------------------------------ | ------------------------------- |
| Starter                        | Placeringar                    | Startprissumma                 | Segerprocent                   | Platsprocent                   | Rekord                          |
| 43                             | 21-2-5                         | 7 231 968 kr                   | 49 %                           | 65 %                           | 10,9ak, 10,3aak, 10,9am, 13,6al |

### Löpningsrekord
| Datum            | Bana           | Lopp                 | Tid    | Distans | Startmetod           | Kusk           |
| ---------------- | -------------- | -------------------- | ------ | ------- | -------------------- | -------------- |
| 26 juli 2011     | Jägersro       | Hugo Åbergs Memorial | 1.10,3 | 1 609 m | amerikansk autostart | Lutfi Kolgjini |
| 27 juni 2010     | Kalmar         | Klass I-försök       | 1.10,9 | 1 640 m | autostart            | Lutfi Kolgjini |
| 12 juni 2011     | Charlottenlund | Copenhagen Cup       | 1.10,9 | 2 100 m | autostart            | Lutfi Kolgjini |
| 27 augusti 2011  | Bergsåker      | Sundsvall Open Trot  | 1.11,7 | 2 140 m | autostart            | Erik Adielsson |
| 5 september 2010 | Jägersro       | Svenskt Travderby    | 1.13,6 | 2 640 m | autostart            | Erik Adielsson |

### Större segrar
| År   | Lopp                           | Kusk           | Vinstbelopp   | Grupp   |
| ---- | ------------------------------ | -------------- | ------------- | ------- |
| 2010 | Svenskt Travderby              | Erik Adielsson | 1 600 000 SEK | Grupp 1 |
| 2011 | Kjell P. Dahlströms Minne      | Lutfi Kolgjini | 125 000 SEK   | -       |
| 2011 | Europamatchen                  | Lutfi Kolgjini | 346 290 SEK   | Grupp 2 |
| 2011 | Sundsvall Open Trot            | Erik Adielsson | 400 000 SEK   | Grupp 2 |
| 2011 | Europeiskt femåringschampionat | Lutfi Kolgjini | 550 000 SEK   | Grupp 1 |
| 2011 | Gulddivisionens final, okt     | Lutfi Kolgjini | 500 000 SEK   | Grupp 2 |
| 2011 | Gran Premio Gaetano Turilli    | Lutfi Kolgjini | 1 026 217 SEK | Grupp 1 |